# Lanobre
Lanobre é uma comuna francesa na região administrativa de Auvérnia-Ródano-Alpes, no departamento de Cantal. Estende-se por uma área de 40,92 km². Em 2010 a comuna tinha 1 454 habitantes (densidade: 35,5 hab./km²).